# Count Arthur Strong's Radio Show!
Count Arthur Strong’s Radio Show! is een Britse sitcom op BBC Radio 4, voor het eerst uitgezonden op 23 december 2005. Het personage Count Arthur Strong wordt gespeeld door Steve Delaney. Er werden vier reeksen van gemaakt; in 2009 werd het programma bekroond met een Gouden Sony Radio Academy Award. Het programma duurt 30 minuten.

## Personages
De graaf Arthur Strong is een typetje dat Delaney in de jaren 80 in het leven riep. Strong is een gewezen variétéster die ergens in het noorden van Engeland woont en op zijn oude dag probeert zijn carrière nieuw leven in te blazen. Hij lijdt echter aan geheugenverlies, geraakt nooit uit zijn woorden en werkt iedereen op de zenuwen met zijn verwarrende, onsamenhangende zinnen. Hij denkt dat hij een groot kunstenaar en een natuurtalent is, maar slaagt er zelfs niet in, de eenvoudigste dingen begrijpelijk uit te leggen. De humor van de reeks baseert dan ook grotendeels op Strongs surrealistische malapropismen, en zijn onophoudelijke pogingen zich uit lastige situaties te praten, die overigens meestal mislukken. De graaf hoort enkel wat hij wil horen, en wanneer hij zich voor één keer realiseert dat hij ongelijk heeft, slaat hij schaamteloos aan het liegen.
Andere personages zijn de slager Wilf Taylor, de caféuitbater Gerry, de conciërge van de parochiezaal Geoffry, Sally (een vriendin van Arthur) en Malcolm Titter die bij Arthur les volgt. De stemmen van deze andere personages werden onder andere reeds ingesproken door Sue Perkins en Joanna Neary.
Naast de gewone reeksen zijn er twee speciale afleveringen gemaakt, waarvan een werd opgenomen op het Edinburgh Fringe in 2008. In 2009 werkt Delaney aan een televisieversie van Count Arthur Strong. In 2013 werd er een televisieversie uitgezonden door BBC Two onder de naam Count Arthur Strong.